# Olympic Indoor Hall
Olympic Indoor Hall er en indendørs sports-arena i Athen, Grækenland, den blev åbnet i 1995. Den bliver brugt til flere forskellige basketball events. Den blev brugt til finale kampene i basketball under Sommer-OL 2004. Inden OL blev der lavet en gennemgående renovering 2002-2004. I 2006 blev den brugt til Eurovision Song Contest 2006. Arenaen har en kapacitet på 17.600 under gymnastik.